# Benjamin Walker (Schauspieler)

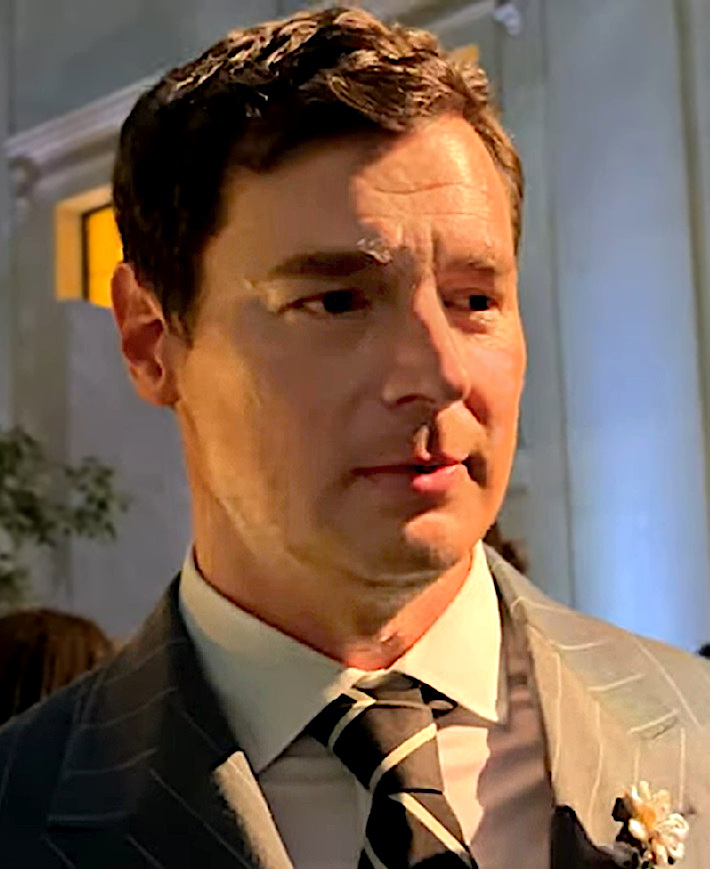
Benjamin Walker im Jahr 2022

Benjamin Walker (* 21. Juni 1982 als Benjamin Walker Davis in Cartersville, Georgia) ist ein US-amerikanischer Schauspieler.

## Leben
Walker wurde in Georgia als Sohn der Musiklehrerin Jeannine Walker und des Videothek-Besitzers Greg Davis geboren. Da bereits ein Schauspieler namens Benjamin Davis bei der Screen Actors Guild registriert war, nahm er den Geburtsnamen seiner Mutter als Künstlername an. Er besuchte die Cartersville High School in Cartersville, Georgia, die Interlochen Arts Academy in Traverse City, Michigan, und die Juilliard School in New York City, an der er 2004 abschloss.
Seit seinem Abschluss an der Juilliard School war Walker fast durchgehend als Theaterdarsteller aktiv. So hatte er Engagements in Off-Broadway- und Broadway-Stücken wie Frühlings Erwachen, Lady Windermeres Fächer (beide 2005) und Romeo und Julia (2006). Die Rolle des Hank McCoy alias Beast in der Comicverfilmung X-Men: Erste Entscheidung schlug Walker 2010 aus, um stattdessen die Hauptrolle des Andrew Jackson in dem Musical Bloody Bloody Andrew Jackson übernehmen zu können.
Eine erste kleine Filmrolle hatte Walker 2004 in der Biografie Kinsey – Die Wahrheit über Sex, in welcher er den jungen Alfred Kinsey  verkörperte. Es folgten weitere Filmproduktionen wie The Notorious Bettie Page (2005) und Flags of Our Fathers (2006), in denen Walker in Nebenrollen auftrat. Seinen endgültigen Durchbruch schaffte er 2012 als Hauptdarsteller in dem Action-Horrorfilm Abraham Lincoln Vampirjäger, in welchem er den titelgebenden Präsidenten Abraham Lincoln spielte. Es folgten weitere Hauptrollen in Filmen wie Im Herzen der See (2015), The Choice – Bis zum letzten Tag (2016) und Shimmer Lake (2017). 2019 hatte Walker eine wiederkehrende Rolle in der Netflix-Serie Marvel’s Jessica Jones. Seit 2022 verkörpert er außerdem in der Amazon-produzierten Fantasyserie Der Herr der Ringe: Die Ringe der Macht die Rolle des Elbenkönigs Gil-galad. 
Benjamin Walker verlobte sich 2009 mit Mamie Gummer, der Tochter von Meryl Streep, und heiratete sie 2011. Am 30. März 2013 gaben sie ihre Trennung bekannt. Im Dezember 2015 heiratete er die Schauspielerin Kaya Scodelario, mit der er bereits seit einem Jahr zusammen war. Das Paar hat zwei Kinder (* 2016 und 2022). Im Februar 2024 wurde bekannt, dass sich das Paar bereits einige Monate zuvor getrennt hat.

## Filmografie (Auswahl)

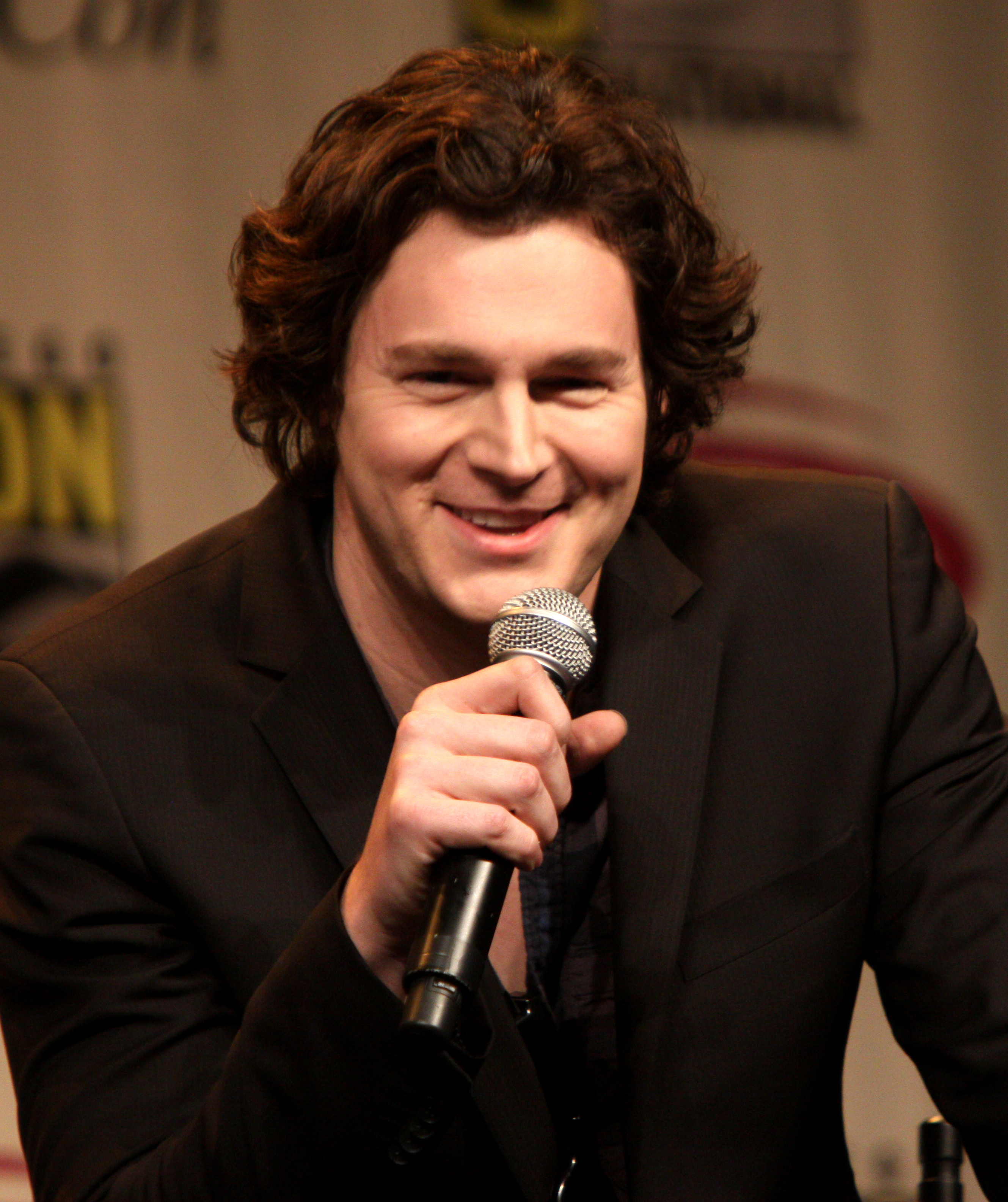
Walker im Jahr 2012

### Filme
- 2004: Kinsey – Die Wahrheit über Sex (Kinsey)
- 2006: Unconscious
- 2006: Flags of Our Fathers
- 2007: All Saints Day
- 2009: The War Boys
- 2010: Coach
- 2011: The Hot Potato
- 2012: Abraham Lincoln Vampirjäger (Abraham Lincoln: Vampire Hunter)
- 2013: Muhammad Alis größter Kampf (Muhammad Ali’s Greatest Fight)
- 2015: Im Herzen der See (In the Heart of the Sea)
- 2016: The Choice – Bis zum letzten Tag (The Choice)
- 2017: Shimmer Lake
- 2019: Love Is Blind
- 2021: The Ice Road
- 2022: The King’s Daughter

### Serien
- 2006: 3 lbs (Folge 1x03)
- 2019: Verräter (Traitors, 2 Folgen)
- 2019: Marvel’s Jessica Jones (10 Folgen)
- 2021: The Underground Railroad (2 Folgen)
- seit 2022: Der Herr der Ringe: Die Ringe der Macht (The Lord of the Rings: The Rings of Power, Fernsehserie)